# Elitloppet 1997
Elitloppet 1997 var den 46:e upplagan av Elitloppet, som gick av stapeln söndagen den 25 maj 1997 på Solvalla i Stockholm. Finalen vanns av den svensktränade hästen Gum Ball, körd och tränad av Stig H. Johansson. Detta var Stig H. Johanssons femte seger i Elitloppet, och han passerade Johannes Frömmings rekord på fyra segrar.

## Upplägg och genomförande
Elitloppet är ett inbjudningslopp och varje år bjuds 16 hästar som utmärkt sig in till Elitloppet. Hästarna lottas in i två kvalheat, och de fyra bästa i varje försök går vidare till finalen som sker 2–3 timmar senare samma dag. Desto bättre placering i kvalheatet, desto tidigare får hästens tränare välja startspår inför finalen. Samtliga tre lopp travas sedan 1965 över sprinterdistansen 1 609 meter (engelska milen) med autostart (bilstart). I Elitloppet 1997 var förstapris i finalen 1,5 miljon kronor, och 250 000 kronor i respektive kvalheat.

## Kvalheat 1
| P | S | Häst              | Kusk              | Tränare           | Land      | Odds  | Tid      |
| - | - | ----------------- | ----------------- | ----------------- | --------- | ----- | -------- |
| 1 | 6 | Crowning Classic  | Mauro Baroncini   | Mauro Baroncini   | Italien   | 16,12 | 1.11,9   |
| 2 | 2 | Lookout Victory   | Stig H. Johansson | Stig H. Johansson | Sverige   | 9,80  | 1.12,0   |
| 3 | 8 | Frisky Frazer     | Axel Jacobsen     | Axel Jacobsen     | Danmark   | 26,00 | 1.12,0   |
| 4 | 7 | Kramer Boy        | Johnny Takter     | Johnny Takter     | Sverige   | 9,60  | 1.12,3   |
| 0 | 4 | Rite On Line      | Atle Hamre        | Atle Hamre        | Norge     | 11,50 | 1.12,5   |
| 0 | 1 | Village Beretta   | Torbjörn Jansson  | Willie James      | Kanada    | 26,60 | 1.13,1ag |
| d | 5 | Huxtable Hornline | Anders Lindqvist  | Anders Lindqvist  | Frankrike | 15,70 | 7ag      |
| d | 3 | Zoogin            | Åke Svanstedt     | Åke Svanstedt     | Sverige   | 1,30  | uag      |

## Kvalheat 2
| P | S | Häst          | Kusk              | Tränare           | Land    | Odds  | Tid      |
| - | - | ------------- | ----------------- | ----------------- | ------- | ----- | -------- |
| 1 | 3 | Moni Maker    | Joseph Verbeeck   | Jimmy Takter      | USA     | 6,85  | 1.12,3   |
| 2 | 5 | Gum Ball      | Stig H. Johansson | Stig H. Johansson | Sverige | 6,00  | 1.12,5   |
| 3 | 6 | Wesgate Crown | Enrico Bellei     | Raz Mackenzie     | Kanada  | 4,40  | 1.12,5   |
| 4 | 2 | Demon Sid     | Fredrik Linder    | Björn Linder      | Sverige | 42,60 | 1.12,6   |
| 0 | 7 | Gentle Star   | Gunleif Tollefsen | Gunleif Tollefsen | Norge   | 2,10  | 1.12,7ag |
| 0 | 4 | Jonas Laukko  | Jorma Kontio      | Timo Nurmos       | Finland | 55,00 | 1.12,7   |
| 0 | 8 | Scandal Play  | Bo Eklöf          | Lars Marklund     | Sverige | 13,80 | uag      |
| d | 1 | Good As Gold  | Mats Rånlund      | Mats Rånlund      | Sverige | 7,00  | 7ag      |

## Finalheat
| P | S | Häst             | Kusk              | Tränare           | Land    | Odds  | Tid      |
| - | - | ---------------- | ----------------- | ----------------- | ------- | ----- | -------- |
| 1 | 1 | Gum Ball         | Stig H. Johansson | Stig H. Johansson | Sverige | 4,95  | 1.12,3   |
| 2 | 6 | Wesgate Crown    | Enrico Bellei     | Raz Mackenzie     | Kanada  | 4,10  | 1.12,3   |
| 3 | 5 | Frisky Frazer    | Axel Jacobsen     | Axel Jacobsen     | Danmark | 5,40  | 1.12,4   |
| 4 | 2 | Lookout Victory  | Berndt Lindstedt  | Stig H. Johansson | Sverige | 11,10 | 1.12,4   |
| 5 | 3 | Moni Maker       | Joseph Verbeeck   | Jimmy Takter      | USA     | 3,50  | 1.12,6   |
| 0 | 7 | Kramer Boy       | Johnny Takter     | Johnny Takter     | Sverige | 12,80 | 1.12,7ag |
| 0 | 8 | Demon Sid        | Fredrik Linder    | Björn Linder      | Sverige | 67,90 | 1.12,8   |
| 0 | 4 | Crowning Classic | Mauro Baroncini   | Mauro Baroncini   | Italien | 6,10  | 1.13,2   |